# Aluminiumfabriek

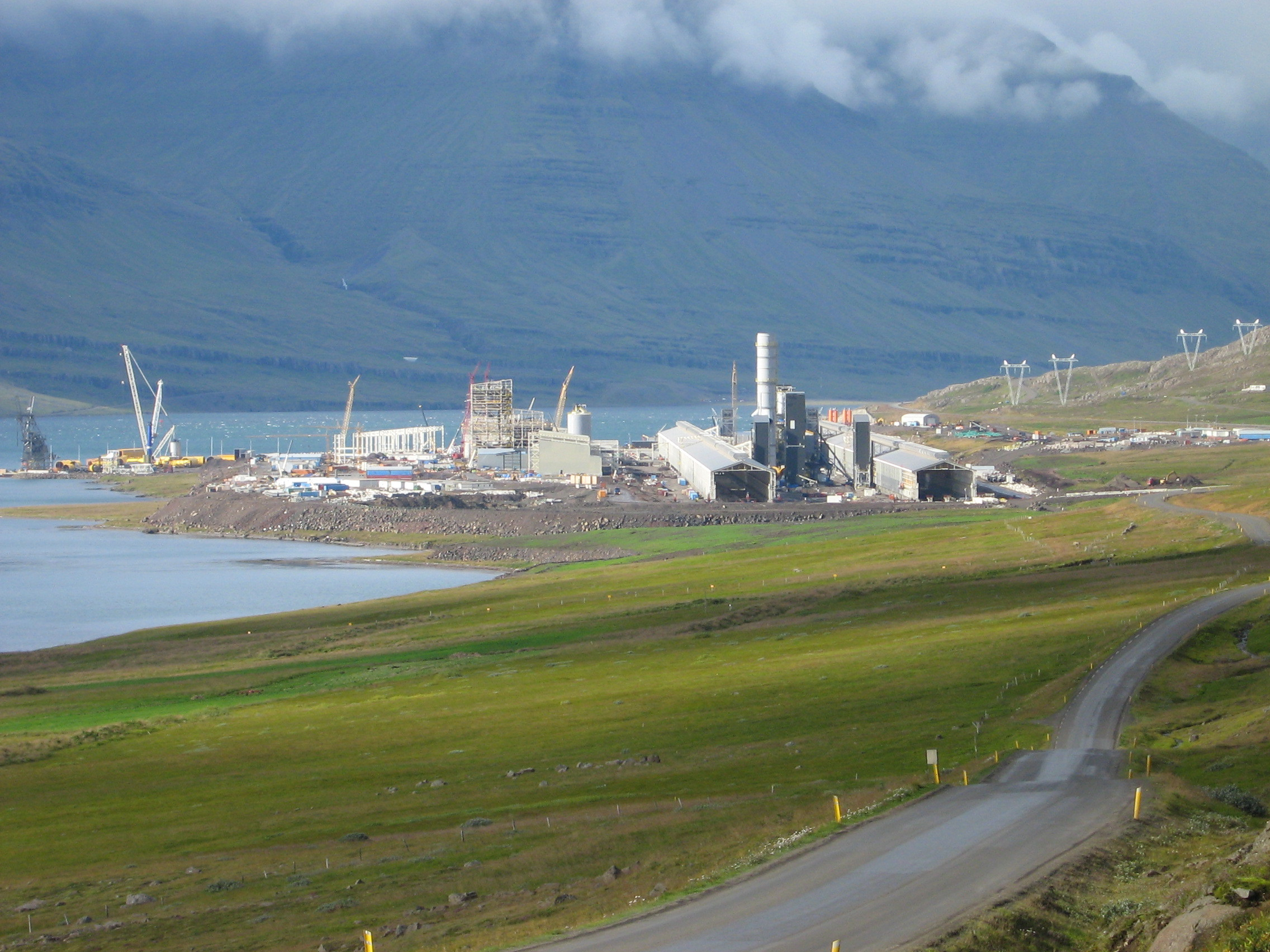
Aluminiumfabriek in IJsland

In een aluminiumfabriek wordt met behulp van grote hoeveelheden elektriciteit aluminium vrijgemaakt uit aluminiumoxide dat ook wel aluinaarde of alumina wordt genoemd.

## Bauxiet
Aluminium is aan het begin van de negentiende eeuw voor het eerst beschreven. Het metaal is wijdverbreid in de aardkorst, die voor 8 procent uit het element bestaat. Het aluminiumgehalte is het hoogst in bauxiet, dit erts bestaat voor ongeveer de helft uit aluminium. De winning van het metaal vindt vooral plaats in Australië, Azië, Zuid-Amerika en Afrika. In die gebieden bevat bauxiet het meeste aluminium. Na raffinage van bauxiet door middel van het Bayerproces, ontwikkeld door Carl Josef Bayer, ontstaat aluminiumoxide.  Het bauxiet wordt daartoe fijngemalen waarna het met een bijtende natriumoplossing (natriumhydroxide) wordt vermengd waardoor aluminiumoxide in de vorm van een witachtig poeder ontstaat. Deze raffinage van erts tot grondstof vindt dicht bij de bauxietmijn plaats omdat hierdoor op transportkosten wordt bespaard.

## Proces
Om het metaal aluminium uit de grondstof aluminiumoxide vrij te maken is een smelttemperatuur van ongeveer 2500 graden Celsius nodig. In 1886 ontdekten de Amerikaan Charles Martin Hall en de Fransman Paul Héroult ieder voor zich dat toevoeging van het tamelijk zeldzame mineraal cryoliet het mogelijk maakte deze temperatuur te laten zakken tot ongeveer 950 graden. Deze methode – het elektrolyseproces van Hall-Héroult – wordt nog steeds toegepast. Nu de belangrijkste natuurlijke voorraden cryoliet verbruikt zijn wordt in plaats daarvan synthetisch natriumaluminiumfluoride uit fluoriet gebruikt.

## Fabricage
In grote ruimten vindt elektrolyse van de aluminiumoxide plaats. In de elektrolyse-ovens lost de aluinaarde op in vloeibare natriumaluminiumfluoride van 960 graden Celsius. Een elektrische stroom van 140 duizend ampère bij 4,4 volt bevrijdt het aluminium van zijn zuurstofatomen. De zuurstof reageert met koolstof van de grafietanode. Het vloeibare metaal blijft in de oven achter.
In de elektrolysehallen heerst een schijnbare rust. Af en toe verplaatst een luchtcilinder een breekstang in een van de ovens. Deze stang maakt een gat in de korst van elektrolyt dat op het vloeibare aluminium drijft. Door zo'n gat wordt nieuwe aluminiumoxide toegevoerd. Dit gebeurt volautomatisch via een persluchtsysteem. Tot in de jaren negentig gebruikte men daarvoor  vulploegen. Die waren, gehuld in stofwolken, met behulp van vulmachines constant bezig om aluinaarde in de ovens te spuiten.
De hoge stroomsterkte in de ovens veroorzaakt een sterk magneetveld, waardoor men met metalen voorwerpen voorzichtig moet zijn. Aluinaarde bevat een spoor ijzer. Dit kan op den duur een gat in de vorm van het magneetveld -een acht- slijten in de keramische bekleding van de oven. Het aluminium zal zich vervolgens een weg kunnen smelten door de gietijzeren ovenbodem heen. Om de levensduur van een oven te verlengen wordt de bodem gekoeld. De ovens gaan ongeveer zesenhalf jaar mee.
Vloeibaar aluminium wordt uit de oven gezogen naar een pan. Deze gaat naar de gietafdeling waar de pan wordt leeggegoten in een mengoven. Door aluminium schroot toe te voegen koelt het vloeibare metaal af tot giettemperatuur.
Om aluinaarde om te zetten in aluminium zijn grote hoeveelheden elektriciteit nodig, daarom zijn aluminiumfabrieken zeer grote energieverbruikers. Traditioneel wordt aluminium daarom gemaakt waar energie goedkoop is, zoals in IJsland, Rusland of het aardgasrijke Nederland.

## Kernenergie
Ongeveer 60 procent van de voor aluminiumfabricage benodigde energie wordt opgewekt met waterkrachtcentrales. De eerste aluminiumfabriek ooit werd gebouwd in het Zwitserse Schaffhausen, aan de voet van de Rijnwatervallen.
Aluminiumfabrieken hebben een grote en constante behoefte aan elektriciteit. Andersom is een kerncentrale weinig flexibel in het aanpassen van de hoeveelheid opgewekte elektriciteit in vergelijking met bijvoorbeeld een kolen- of gascentrale. Een aluminiumfabriek is derhalve een ideale afnemer voor een kerncentrale, daarom staat zo'n fabriek er vaak dicht bij. In Nederland is de aluminiumfabriek Zalco, voorheen Pechiney, in Zeeland gelegen in de buurt van de kerncentrale in Borssele.
In IJsland bevinden zich drie grote aluminiumfabrieken, welke worden gevoed door geothermische energie en waterkracht.

## Producten
Aluminium verlaat de smeltfabriek in de vorm van walsplakken of extrusiepalen voor verdere verwerking.
Door de geringe gewichtseigenschappen in combinatie met de sterkte wordt aluminium in nog steeds toenemende mate gebruikt. 
Het product heeft een brede afzet op de markt en kent vele toepassingen. Bewerkingstechnieken die in aluminium mogelijk zijn betreffen onder andere buigen, walsen, zetten, lakken, gieten, spuitgieten, extruderen, anodiseren, dieptrekken, lassen en lasersnijden. 
Aluminium wordt veel gebruikt in de bouw en in de verpakkings-, vliegtuig- en automobielindustrie. Verdere producten zijn bijvoorbeeld raketonderdelen, pannen, bestek en aluminiumfolie.

## Erfenis
In vroeger tijden wist men niet dat bij het proces naast wenselijke ook schadelijke stoffen werden geproduceerd. Anno 2005 komen bij bodemonderzoek nog steeds nieuwe verontreinigingen  aan het licht. De verwachting is dat bij iedere locatie van een aluminiumfabriek bodemverontreiniging zal worden aangetroffen. Een zeer schadelijke bodemverontreiniging is die met ontvettingsmiddelen als PER, TRI, Tetrachloormethaan, Vinylchloride.
In Nederland moet de Wet bodembescherming verdere verontreinigingen van de bodem voorkomen.